# یواس‌اس اسنارک (اس‌پی-۱۲۹۱)
یواس‌اس اسنارک (اس‌پی-۱۲۹۱) (به انگلیسی: USS Snark (SP-1291)) یک کشتی بود که طول آن ۶۲ فوت ۴ اینچ (۱۹٫۰۰ متر) بود. این کشتی در سال ۱۹۱۷ ساخته شد.